# Actinella obserata
Actinella obserata е вид коремоного от семейство Hygromiidae. Видът е критично застрашен от изчезване.

## Разпространение
Видът е разпространен в Португалия (Мадейра).